# Под кнутом
«Под кнутом» (тур. Kirbaç altinda) — турецкий фильм в жанре романтической драмы, снятый в 1967 году режиссёром Нежатом Сайдамом.

## Сюжет
Селим вырос со своим дядей по материнской линии после смерти его семьи. В то время как дядя Хасан постоянно избивает его, издевается и травит, юноша влюбляется в Хулю, которая является двоюродной сестрой Селима.

## В ролях
- Джунейт Аркын — Селим Челик
- Сельда Алькор — Ферай
- Эсен Пушкулу — Хуля
- Тургут Озатай — Хасан Эрдинч
- Тун Орал — Семих
- Али Сен — Осман-бей
- Осман Алянак — Ашик Гарип
- Несабеттин Ял — Сабан Эфенди